# Вилфредо Парето
Вилфредо Парето (на италиански: Vilfredo Pareto) е италиански социолог, инженер и икономист. Той е представител на Лозанската икономическа школа, която изследва главно условията за постигане на пазарно равновесие. Смята се, че е един от основателите на теорията на елита, известна и като Закон на Парето. По негови разсъждения обществото има пирамидална структура, като на върха стои елитът – социален слой, ръководещ и направляващ всяко общество.

## Биография
Вилфредо Парето е роден на 15 юли 1848 г. в Париж в семейство на италиански маркиз, който емигрира във Франция, гонен заради либералните и републиканските си убеждения. Майката на Парето е французойка и в детска възраст малкият Вилфредо научава добре италиански и френски език. През 1858 г. семейството на Парето се връща във Франция. Именно там Парето получава добро образование, едновременно хуманитарно и техническо. По-късно той открива страст и към математиката.
Завършил е Политехниката в Торино през 1869 г. Парето защитава дисертация на тема „Фундаменталните принципи на равновесие в твърдите тела“. Тази тема дава основите на по-нататъшното развитие на теориите на италианеца в сферата на икономиката и социологията.
През последното десетилетие на 19 век Парето има неуспешна кариера на политически деятел. В този период той активно се занимава с публицистика, чете и превежда класически текстове. В първата половина на 90-те години на XIX век Парето публикува редица изследвания в областта на икономическите теории и математиката. От 1893 г. и до края на живота си той е професор по политическа икономия в Лозанския университет в Швейцария.
Вилфредо Парето умира на 20 август 1923 г. в Селини, Швейцария, където прекарва последните години от живота си. На това място е и погребан.

## Възгледи на Парето

### Социологията като „чиста“ наука
Основната предпоставка, от която Парето тръгва при изграждането на своето понятие за така наречената от него „чиста“ наука, е „интуицията“, че съществува „самоконструираната“ обективна реалност. Става дума за нещо добре известно в общи линии: явленията имат обективен и субективен аспект. Особеното в гледната точка на Парето е свързано обаче с безкомпромисното отхвърляне на каквито и да е философски понятия за обективно и субективно и за философията изобщо, която също така безкомпромисно се обявява за чужда на истината наука, за „ненаука“.
Според Парето обективният аспект на една теория означава да се разглежда самата тя, независимо от това какво нейният автор мисли за нея и как и защо тя се приема от други хора. Парето смята, че такава фундаментална абстракция е не само възможна, но и безусловно необходима за идентифицирането на теорията като обективно явление. Субективният аспект на теорията се изразява в отношението към нея от страна на автора и на тези, които по определен начин я възприемат или отхвърлят, т.е. как тя се представя в съзнанието на другите. Философските разсъждения и доказателства се оказват ненужни, защото субективното и обективното могат да се установят чрез наблюдения и експериментиране от всеки. Според Парето строгата, чистата, истинската наука е винаги експериментално базирана и нейните истини трябва да бъдат експериментално проверими, верифицирани или фалшифицирани. От научните твърдения се изисква да са строго логични и логично свързани помежду си.
При изграждането на понятието си за социологията като „чиста“ наука, т.е. като свободна от философия, ценностна обвързаност и спекулативни теории, Парето, както бе казано, има за образец рационалната механика. Принципът на експерименталност се поставя в най-тясна връзка с принципа на рационалност.
Замисълът на Парето е да изгради социологията като една експериментална и пределно рационална наука. От гледна точка на него рационализацията на социологията има две страни. От една страна към пределно необходима рационализация на методологията (система от методи) на социологията, от друга страна – към пределно необходима рационализация (рационалност) на социологическата теория.
Рационализацията на социологическите методи (или методологическата рационалност) се изразява от гледна точка на Парето в отстраняване на всякакви умозрителни методи, ирационални интуиции, съпреживявания, чувствания, всякакъв род извъннаучни съображения и т.н. Социологът трябва да стои на гледната точка на съвършено обективен наблюдател и експериментатор и всички негови разсъждения да почиват твърдо на опита и да бъдат докрай съобразявани с железните правила на логиката.

### „Логически“ и „нелогически“ действия
Парето определя човешките индивиди като „молекули“ на обществото. Като емпирични факти човешките действия са така да се каже изолирани.
Логико-експерименталната социология на Парето разпределя човешките действия в два класа. Единият клас се образува от т. нар. логически действия, а другия – от нелогическите действия. Всяко действие протича по определен начин и има един или друг резултат. Възможно е дадено човешко действие да има по същество положителен или отрицателен завършек.
Родовете и видовете човешки действия Парето представя синоптично с таблица в своя „Трактат по обща социология“. Логични действия Парето нарича човешките действия, при които има съвпадение на рационално определената цел и обективния резултат и съответствие на рационалните правила на действието и реалния механизъм на неговото протичане, като се елиминират ирационални подбудителни сили: чувства, страсти, стихийни интереси и пр. Накратко, при логичните действия се постъпва по подобие на действията в логико-експерименталната наука. Парето посочва редица сфери, в които логичните действия преобладават. Такава област е икономическият живот. Действията на икономическия човек са рационални, логични. Социологът Парето твърди по категоричен начин, че в обществото преобладават нелогичните действия.
Парето изтъква, че в много случаи нелогичните действия се дължат на най-обикновено невежество, на отсъствие на рационални знания, на неразвитост на рационално-експерименталните науки. Първо, изобилстват случаи и практически ситуации, при които иначе твърде „просветен“ човек е принуден да действа, без да има време и възможност да обмисли рационално не само всички конкретни обстоятелства, но и тези, които са най-важни. Второ, хората използват рационалните си знания само за да прикриват, да придават логично, рационално лустро на своите нелогични действия. В синоптичната таблица на човешките действия Парето обособява такъв един специален вид нелогични действия. Двата вида действия не могат да съществуват разделно. Отхвърлянето на нелогическите действия ще доведе до неточности и изключване на емпиричната реалност. Теорията на Парето е едно от най-решителните противопоставяния на мисловната традиция, която идва от епохата на Просвещението.

## Основна библиография
- ((fr)) Cours d'Économie Politique Professé a l'Université de Lausanne. Vol. I, 1896; Vol. II, 1897.
- ((fr)) Les Systèmes Socialistes. 1902.
- Manuale di economia politica con una introduzione alla scienza sociale. 1906.
- Trattato di sociologia generale (4 тома). G. Barbéra, Florence, 1916.
- Compendio di sociologia generale.   Florence, Barbèra, 1920.
- Fatti e teorie, 1920.
- Trasformazione della democrazia, 1921.